# Cyclopogon glabrescens
Cyclopogon glabrescens là một loài thực vật có hoa trong họ Lan. Loài này được (T.Hashim.) Dodson, Brako & Zarucchi mô tả khoa học đầu tiên năm 1993.